# Rudolph Christoph Lossius
Rudolph Christoph Lossius (* 1760 in Erfurt; † 26. November 1819 in Tonndorf bei Weimar bzw. Berka) war ein deutscher evangelischer Theologe und Schriftsteller.
Lossius war Sohn eines Pfarrers und trat wie sein Bruder Kaspar Friedrich Lossius in diese Laufbahn ein. Nach dem Studium der Theologie wurde er 1790 Pfarrer in Schwerborn (heute Ortsteil von Erfurt). 1801 wechselte nach Großvargula, 1803 nach  Tröchtelborn und schließlich 1808 nach Tonndorf. Seine Werke haben zumeist biblischen Inhalts, geben aber auch Anleitungen für die Familien und für die Volksschulen.

## Schriften
- Die ältesten Geschichten der Bibel für Kinder, in Erzählungen auf Spatziergängen, 2 Bde., 1784–1787.
- Lieder und Gedichte. Ein Etui, auch Weihnachtsgeschenk oder Angebinde für Kinder, 3 Bde. 1784–1789.
- Rath Friedheims Röschen auf ihren ökonomischen Wanderungen, Ein ökonomisch nützlicher Roman, 1800.
- Meister Liebreich, ein nützliches Lehrbuch für Volksschulen und bürgerliche Familien, 3 Bde., 1800–1801.
- Biographische Skizzen aus dem Leben unserer theuern Ältern als ein Beitrag zum Familienarchiv und zur fünfzigjährigen Geburtsfeier seines geliebten Bruders Kaspar Friedrich Lossius, Diakonus an der Rathskirche in Erfurt, 1803.